# Náboženství v Izraeli
Náboženství v Izraeli (2016)
Náboženství je v Izraeli je hlavním rysem země a hraje významnou roli v utváření izraelské kultury a životního stylu. Izrael je jediná země na světě, kde jsou většina obyvatel Židé. Podle Centrálního statistického úřadu byla izraelská populace k roku 2005 tvořena ze 76,1 % židy, 16,2 % muslimy, 2,1 % křesťany a 1,6 % Drúzy. Zbylá 4 % populace se nepřihlásily k žádnému náboženství.

## Státem uznané náboženské komunity
Izrael nemá ústavu, avšak svoboda náboženského vyznání je zakotvena v zákoně. Právní zakotvení nežidovských komunit vychází z ustanovení z dob osmanské a britské správy Palestiny, která však byla modifikována. Náboženství, která jsou v Izraeli oficiálně uznána jsou: pravoslaví, římskokatolická církev, arménská apoštolská církev, arménská katolická církev, syrská katolická církev, chaldejská katolická církev, melchitská řeckokatolická církev, maronitská katolická církev, syrská pravoslavná církev a judaismus. Dále byly přidány tři náboženské komunity a to: Drúzové, evangelická episkopální církev a Bahá'í. Skutečnost, že muslimská populace nebyla vymezena jako náboženská komunita je pozůstatek z osmanského období, kdy byl islám dominantním náboženstvím. Tímto však nejsou jakkoliv ovlivněna náboženská práva muslimské komunity a rovněž příslušníci neuznaných náboženství mohou svobodně praktikovat své náboženství.

## Rozdělení
Zákon o návratu zaručuje všem Židům, kteří mají židovské předky, i konvertitům právo na získání izraelského občanství. Zhruba tři čtvrtiny populace (76,1 %) jsou Židé. Asi 40–50 % Židů se považuje za sekulární (hebrejsky חילוני, chiloni; לא דתי, lo dati – nevěřící či חופשי, chofši – volnomyšlenkáři), 30–40 % se považuje za tradicionalisty (hebr. מסורתי, masorti či דתי, dati – věřící) a 20 % se považuje za religiózní (mezi ně patří charedim a ortodoxní Židé).
Muslimové představují s 16,2 % izraelské populace největší náboženskou menšinu. Izraelští Arabové, kteří představují 19 % populace, tomuto číslu významně přispívají, jelikož více než čtyři pětiny (82,6 %) jich jsou muslimové, dále je 8,8 % z nich křesťanů a 8,4 % Drúzů. Členů jiných náboženských skupin jako buddhistů a hinduistů je jen málo.

## Nábožensky významná místa
Přítomnost Zdi nářků, Chrámové hory, mešity Al-Aksá a baziliky Svatého hrobu z Jeruzaléma činí posvátné místo judaismu, islámu i křesťanství. Další důležitá náboženská místa se nacházejí na Západním břehu Jordánu, mezi ně patří například Betlém, místo narození Ježíše Kritsta a Ráchelina hrobka či Jeskyně patriarchů v Hebronu. Ústředním místem víry bahá'í je Haifa a její zakladatel Bahá'u'lláh je pohřben v Akku.

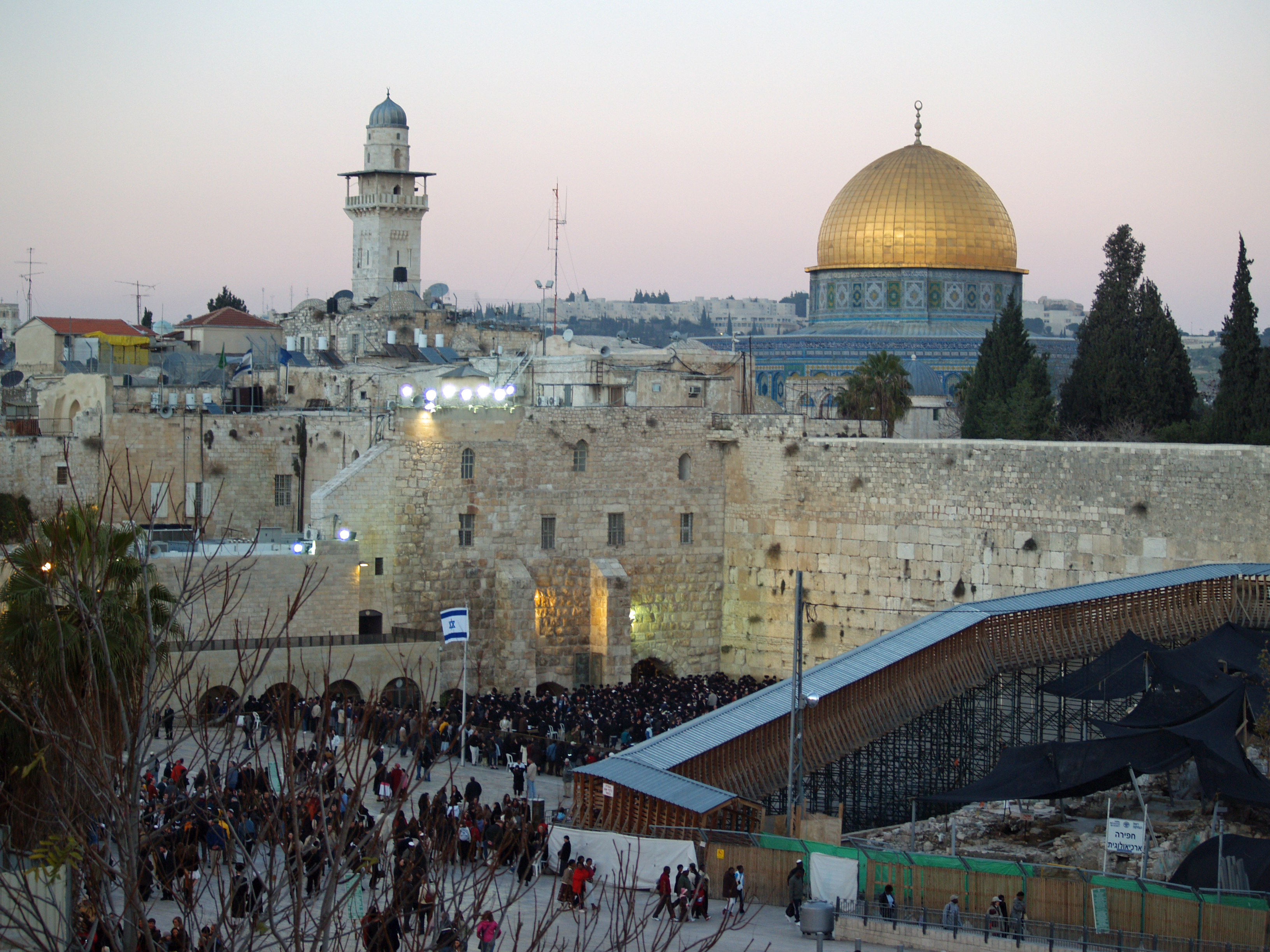
Západní zeď a Skalní dóm, Jeruzalém – posvátná místa judaismu a islámu
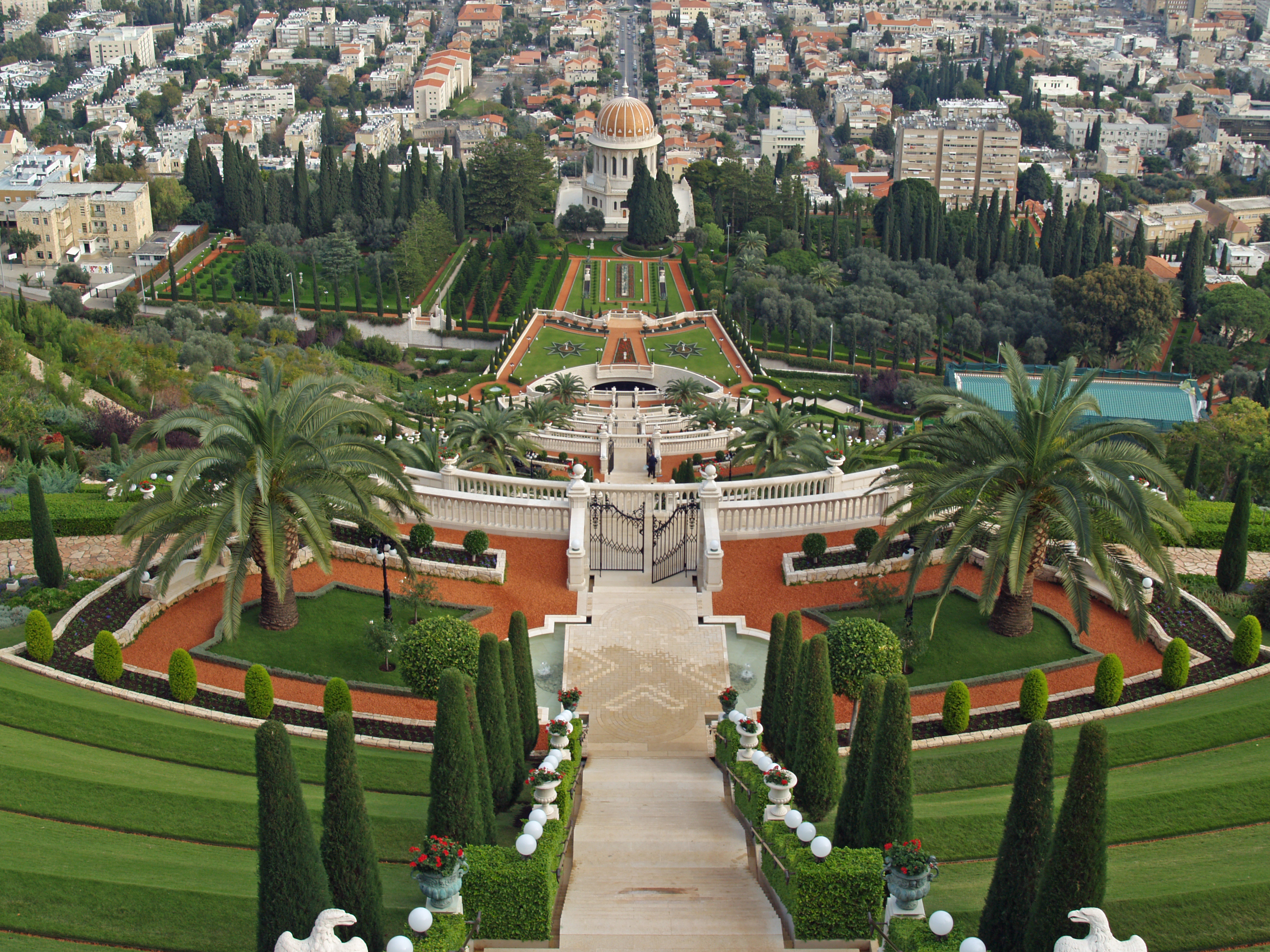
Zahrady Bahá'í v Haifě
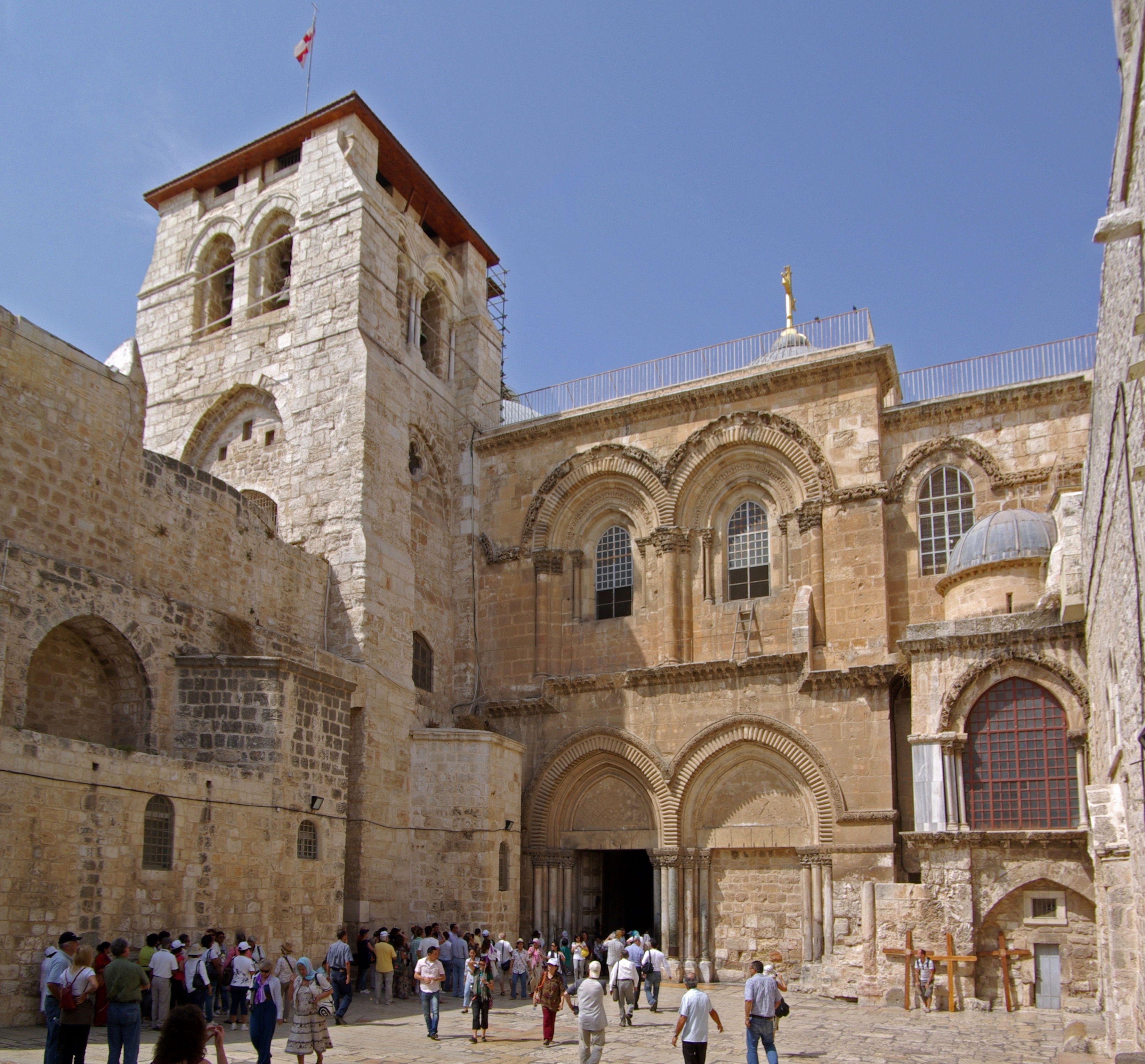
Bazilika Svatého hrobu v Jeruzalémě